# Pseudophoraspis uniformis
Pseudophoraspis uniformis är en kackerlacksart som beskrevs av Hanitsch 1933. Pseudophoraspis uniformis ingår i släktet Pseudophoraspis och familjen jättekackerlackor. Inga underarter finns listade i Catalogue of Life.